# トゥモローランド (音楽イベント)
トゥモローランド（Tomorrowland）は、毎年7月の最終週末の計6日間にベルギーで開催される世界最大規模のEDMイベント。ID&T企画制作。

## 概要
アントウェルペンから 16 km 離れたボームで毎年7月の最終末の3日間開催されていた。例外として2014年は開催10回を記念して、さらに2017年からは前週の3日が加わって6日間、2022年限り更に前週の3日が加わって計9日間開催となっている。2017年以降の観覧者は音楽イベントとしては最大規模の40万人で、世界中の有名なDJが参加することもあり、チケットは発売して1時間で完売する等人気が高い。別イベントとして2013年から2015年にはアメリカのジョージア州でトゥモローワールド（TomorrowWorld）が、2018年からはフランスのラルプ・デュエズでトゥモローランド・ウィンター（Tomorrowland Winter）が開催された。
しかし2020年、新型コロナウィルス感染症の世界的な大流行に伴い、4月に予定していたWinterと7月に予定していたイベントの中止を発表した。尚、既に2020年開催のチケットを購入している場合、引き続き2021年のチケットとして使用できることがアナウンスされている。その後、こうした情勢を踏まえて、ID&TはDMM.comとパートナーシップを締結し、初のVRによるバーチャルイベントとして『Tomorrowland Around The World』を7月25日、26日に開催。さらに初のカウントダウンイベントもVRで開催された。しかし20年目を迎えた2025年ベルギー開幕直前にメインステージが火災で全焼。消防当局は意図的な放火とみているが、キャンプサイトは予定通り実施予定と主催者は発表。その後メタリカのM72ワールドツアーの機材をオーストリアから搬入して無事開催

## ギャラリー

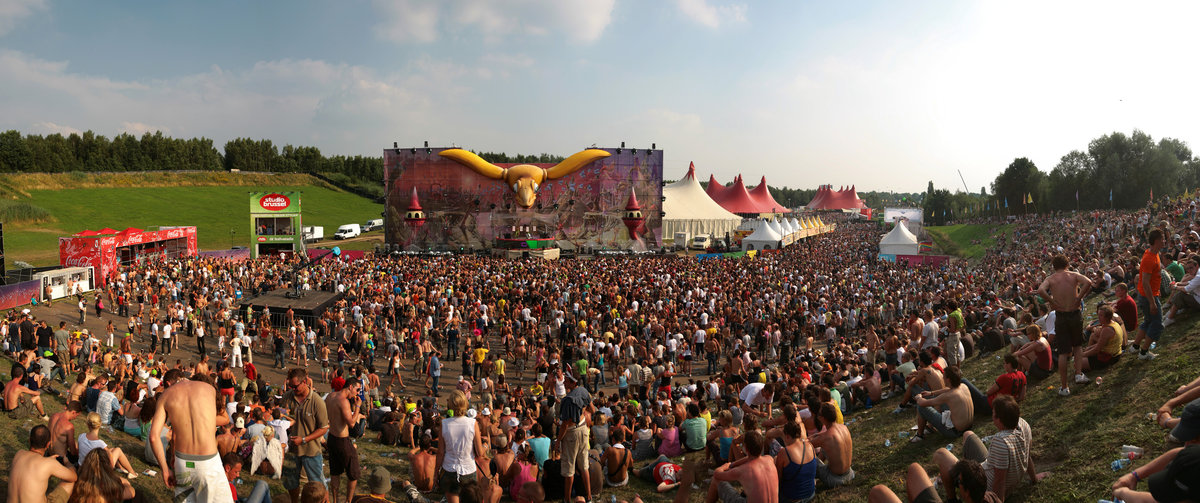
2008
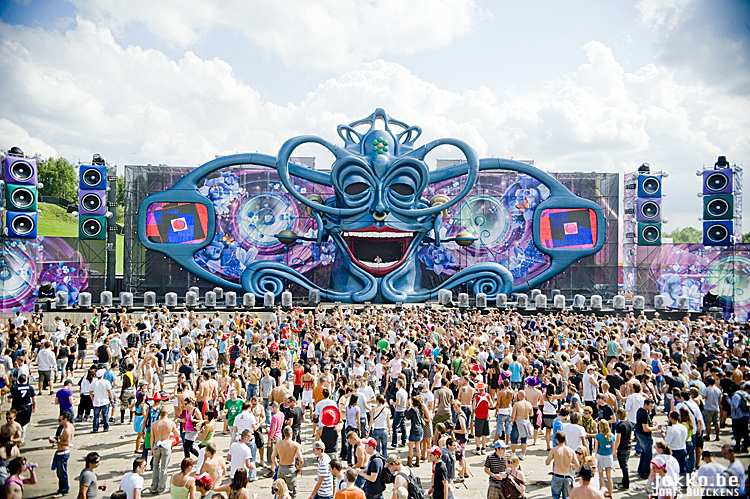
2009
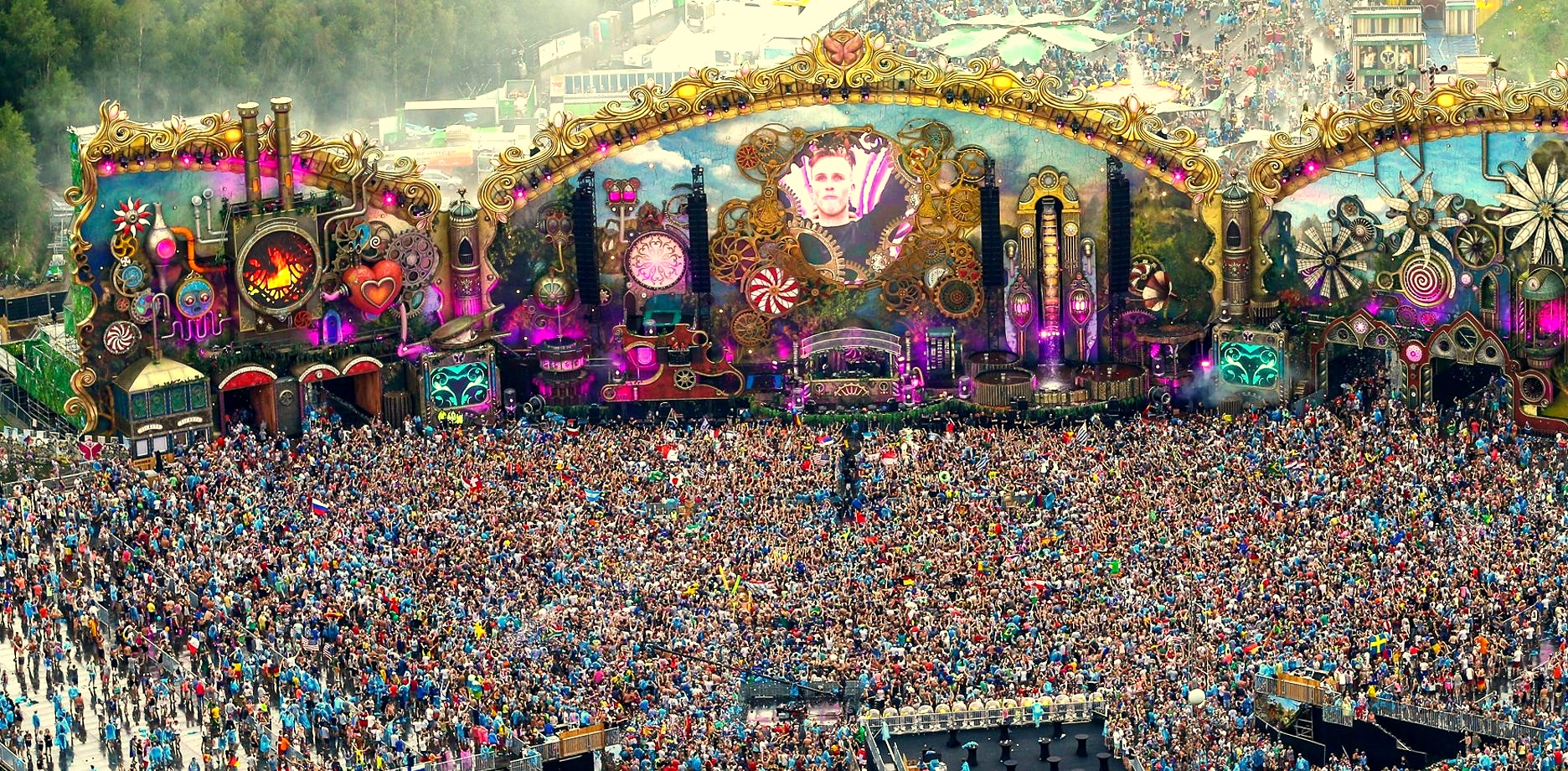
2014
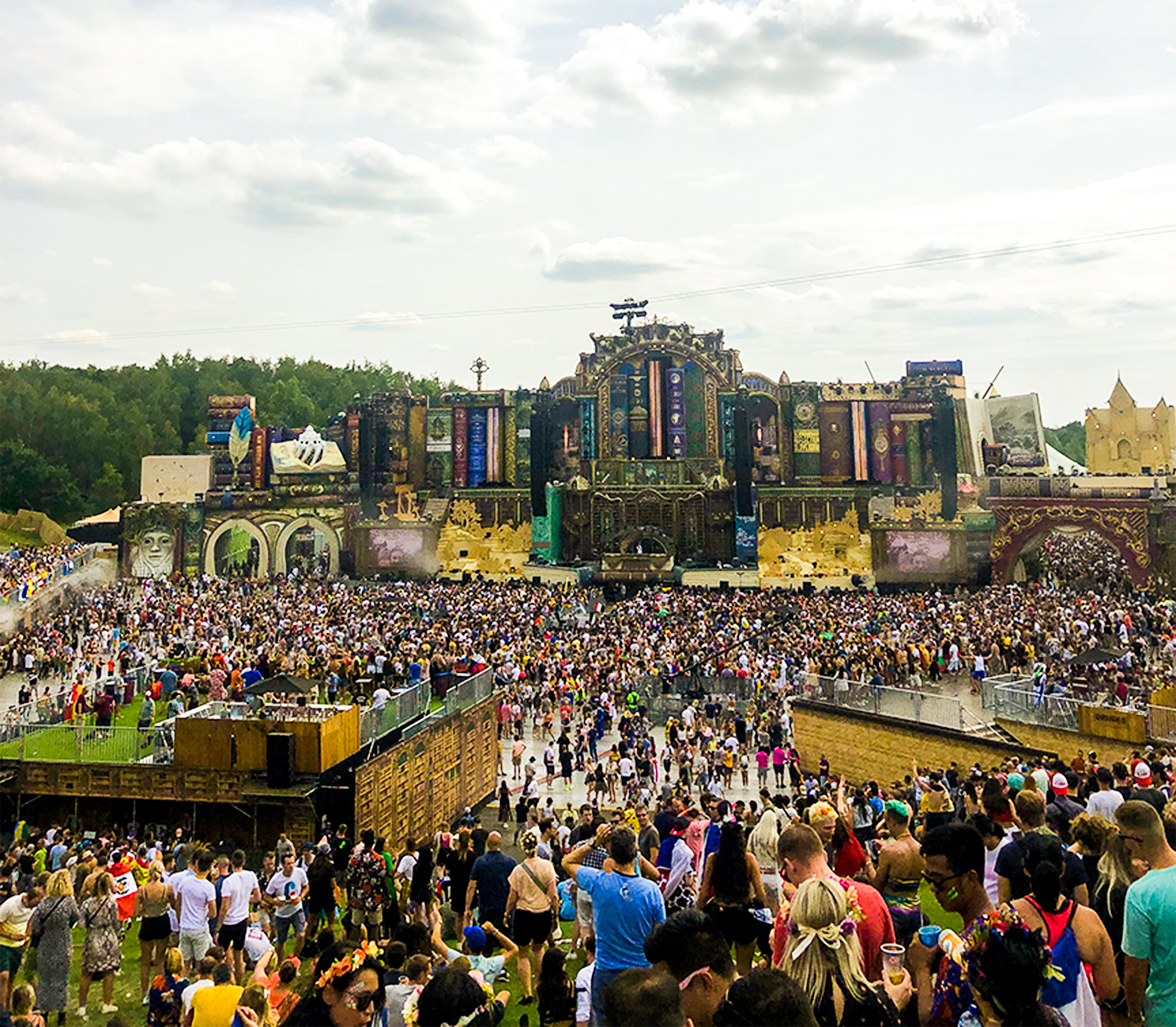
2019